# Reitnau
Reitnau es una comuna suiza del cantón de Argovia, situada en el distrito de Zofingen. Limita al noroeste con Wiliberg, al norte con Attelwil, al noreste con Moosleerau, al este y sur con Triengen (LU), al oeste con Reiden (LU).